# Helsingborgs lasarett
Helsingborgs lasarett er et af Region Skånes fire specialiserede akutsygehuse og ligger ved Bergaliden i Helsingborg.